# Manic (Wage War)
Manic è il quarto album in studio della band metalcore statunitense Wage War, pubblicato il 1º ottobre 2021 con la Fearless Records.

## Tracce
1. Relapse – 2:59
2. Teeth – 3:08
3. Manic – 2:44
4. High Horse – 2:48
5. Circle the Drain – 3:35
6. Godspeed – 3:06
7. Death Roll – 3:01
8. Slow Burn – 3:09
9. Never Said Goodbye – 3:19
10. True Colors – 3:09
11. If Tomorrow Never Comes – 4:40

## Formazione
Gruppo
- Briton Bond - voce
- Cody Quistad  – voce, chitarra
- Seth Blake – chitarra
- Chris Gaylord  – basso
- Stephen Kluesener – batteria

Produzione
- Andrew Wade – ingegneria del suono[2]